# Purkinjevezel
Niet te verwarren met Purkinjecellen in de hersenen
Purkinjevezels of rami subendocardiales zijn bundels van gespecialiseerd hartspierweefsel die zich aan de binnenkant van de beide kamers van het hart bevinden. Deze vezels zijn gespecialiseerd in het snel voortgeleiden van de actiepotentialen die de samentrekking van het hart organiseren. De cellen in deze vezels zijn, voor een geoefend oog, te onderscheiden van gewone hartspiercellen omdat ze groter zijn en omdat de myofibrillen minder regelmatig gerangschikt zijn dan in gewone hartspiercellen.
De purkinjevezels vormen de laatste schakel in het specifieke geleidingssysteem van het hart, dat bestaat uit de sinusknoop, atrioventriculaire knoop, bundel van His, bundeltakken, en uiteindelijk de purkinjevezels.
De purkinjevezels zijn voor het eerst beschreven door de Tsjechische fysioloog Jan Evangelista Purkinje (1787-1869). Hun rol als onderdeel van het specifieke geleidingssysteem van het hart werd rond 1906 ontdekt door de Japanse patholoog Sunao Tawara.